# 東京Garden Terrace紀尾井町

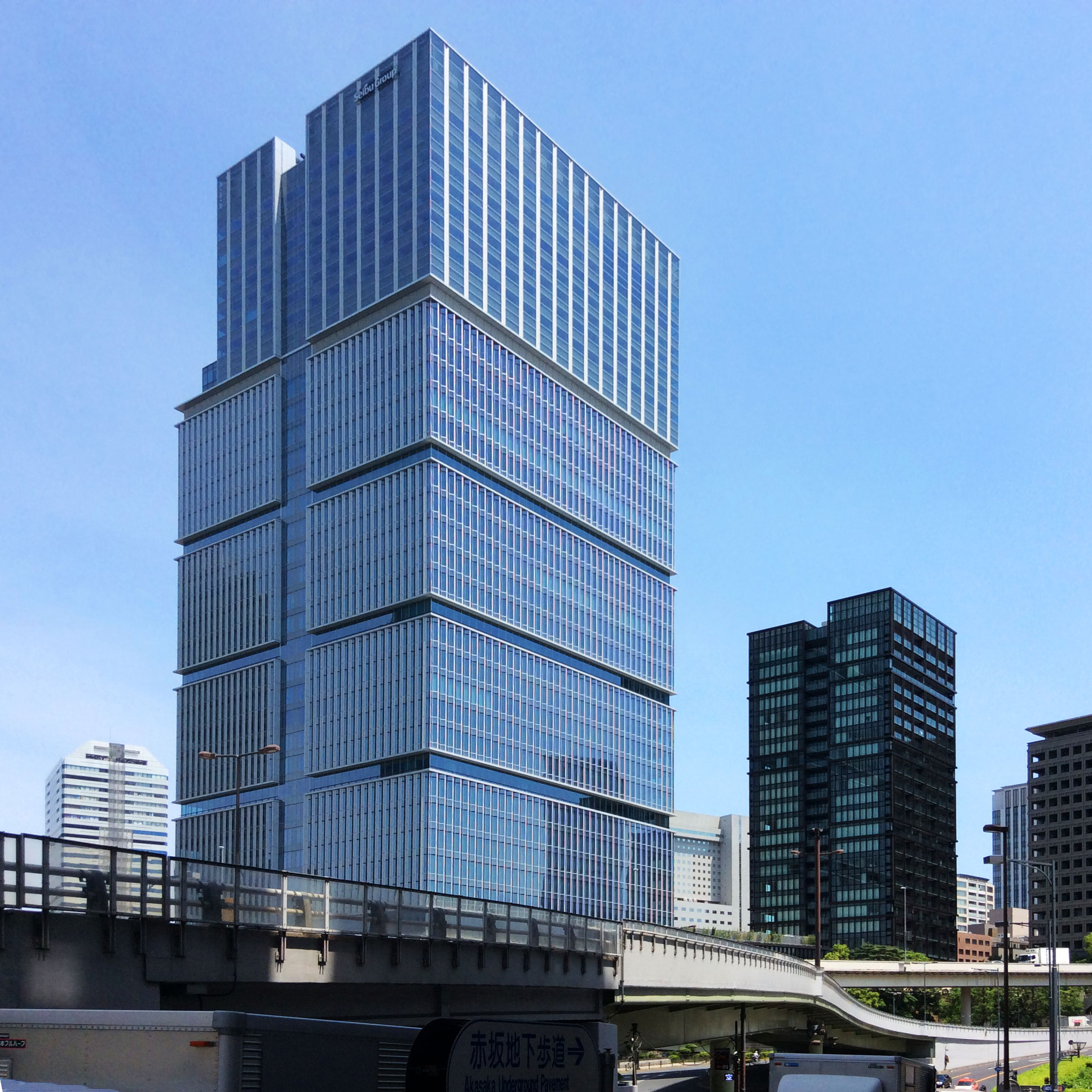

東京Garden Terrace紀尾井町（日语：東京ガーデンテラス紀尾井町）是位於日本東京都千代田區紀尾井町的一個建築群，包括由辦公樓、酒店、商業施設等構成的紀尾井塔和租賃公寓紀尾井公寓兩座建築。這座建築修建在赤坂王子大飯店的舊址上。
建築物中除設有萬豪與王子大飯店共同經營的「紀尾井町王子畫廊豪華精選酒店」外，也保留了1930年日韓合併時期所建造的「李王家東京邸」，並改名為「赤坂王子古典屋」（赤坂プリンス クラシックハウス），目前也作為飯店的婚禮會場使用。

## 主要設施

### 紀尾井塔
該大廈為綜合商業建築，樓層功能分布如下：1至3樓為商業設施，4樓兼具商業設施與會議廳，5至28樓為辦公區域，29樓則作為建築物的設備樓層。
商業區域設計，商業區位於低層部分（1至4樓），主要規劃餐飲租戶，共計33個商鋪（最多可擴充至45個）。此商業空間的設計理念不僅止於購物中心功能，更作為連接紀尾井町通與王子通的重要人行動線樞紐。為充分利用基地特色，商場採用半戶外設計，並與弁慶濠平行配置。建築立面經過精心設計，通過細緻分割降低建築量體感，以求與周邊環境和諧共存。
主要進駐企業
| - JCD Co.Ltd - CPF JAPAN - 中國信託商業銀行東京支店 - 大都會人壽保險東京本社 - PayPay保險 - YG健康保險組合 | - KENKEY - 數位廳 - LY Corporation - PayPay - PayPay信用卡 |

紀尾井町王子畫廊豪華精選酒店
和赤坂王子大飯店相同，為王子大飯店所經營的最高級飯店。30—34樓共有250間客房、35—36樓為飯店大廳、並設有四間餐廳和酒吧。在30樓還設有SPA、游泳池、健身房等飯店休閒設施。

## 外部連結
- 東京ガーデンテラス紀尾井町
- 東京ガーデンテラス紀尾井町 紀尾井レジデンス
- ザ・プリンスギャラリー東京紀尾井町
- 赤坂プリンス クラシックハウス